# الهرم الأبيض
 الهرم الأبيض بناه أمنمحات الثاني ويقع على مسافة خمسة أميال جنوبي سقارة وعلى مسافة عشرة أميال شمالي اللشت، وهو الآن ليس أكثر من كومة من الأنقاض حيث أدى ركام الحجر الجيري المتبقي إلى ظهور اسمه الحديث.
وكان صلب الهرم مبنيٍّا من اللبن يغطيه كساء من الحجر الجيري وأحيط بردهة مسورة، وأطلق عليه اسم خرب.
في عام 1894 و 1895 حفر جاك دي مورجان في مجمع الهرم ، مع الإهتمام بالقبور الملكية المحيطة ، وعدم الإقتراب من أي مناطق أخرى. ولا يزال يتعين إجراء تحقيق شامل للمجمع بأكمله.